# Ізабелль Верт
Ізабелль Верт (нім. Isabell Werth, 21 липня 1969) — німецька вершниця, спеціаліст із виїздки, семиразова олімпійська чемпіонка, найтитулованіша спортсменка в історії кінного спорту на Олімпійських іграх, 7-разова чемпіонка світу. Виступає за клуб RFV Graf von Schmettow (Рейнберг).

## Виступи на Олімпіадах
| Олімпіада      | Дисципліна        | Місце |
| -------------- | ----------------- | ----- |
| Барселона 1992 | виїздка, особисті | 2     |
| Барселона 1992 | виїздка, командні | 1     |
| Атланта 1996   | виїздка, особисті | 1     |
| Атланта 1996   | виїздка, командні | 1     |
| Сідней 2000    | виїздка, особисті | 2     |
| Сідней 2000    | виїздка, командні | 1     |
| Пекін 2008     | виїздка, особисті | 2     |
| Пекін 2008     | виїздка, командні | 1     |
| Ріо 2016       | виїздка, командні | 1     |
| Ріо 2016       | виїздка, особисті | 2     |
| Париж 2024     | виїздка, командні | 1     |
| Париж 2024     | виїздка, особисті | 2     |